# Piotr Kobyłecki
Piotr Kobyłecki herbu Godziemba (zm. w 1709 roku) – stolnik żydaczowski w latach 1697–1709.
W 1707 roku był sędzią skarbowym ziemi lwowskiej.